# Priedtieczewka
Priedtieczewka (ros. Предтечевка) – wieś (ros. деревня, trb. dieriewnia) w zachodniej Rosji, w sielsowiecie wierchnieczesnoczeńskim rejonu wołowskiego w obwodzie lipieckim.

## Geografia
Miejscowość położona jest w dorzeczu rzeki Ołym, 3 km od centrum administracyjnego sielsowietu wierchnieczesnoczeńskiego (Niżnieje Czesnocznoje), 17 km od centrum administracyjnego rejonu (Wołowo), 127 km od stolicy obwodu (Lipieck).
W granicach miejscowości znajdują się ulice: Kalinina, Razdolnaja.

## Demografia
W 2012 r. miejscowość zamieszkiwało 96 osób.